# Rolf Persch
Rolf Persch (* 7. Juni 1949 in Bonn; † 5. März 2015 in Blankenheim) war ein deutscher Schriftsteller und Rezitator.

## Leben
Rolf Persch absolvierte nach dem Besuch der Volksschule und Handelsschule eine Ausbildung zum Großhandelskaufmann. Ab 1966 unternahm er ausgedehnte Reisen nach Griechenland, Spanien, Italien, in die Türkei, nach Syrien und (per Fahrrad) nach Marrakesch/Marokko. Persch übte verschiedene Tätigkeiten aus, u. a. war er Taxifahrer, Zirkusarbeiter, Kleindarsteller und Komparse in Fernsehproduktionen. Von 1969 bis 1974 war er opiatabhängig. 1974 erfolgte eine Verurteilung zu einer Gefängnisstrafe wegen illegalen Drogenbesitzes, die jedoch zur Bewährung ausgesetzt wurde. Nachdem er Anfang der Achtzigerjahre seine Drogensucht aus eigener Anstrengung überwunden hatte, wandte sich Persch der Literatur zu. Er begann mit dem Schreiben von Kurzgedichten, trat daneben als Rezitator eigener Texte auf und nahm an zahlreichen Literaturfestivals teil. 1997 erhielt er ein Aufenthaltsstipendium des Künstlerdorfes Schöppingen. Seit 1999 lebte er in der Eifel, seit 2007 dort in Üxheim, und in Köln. Er starb am 5. März 2015 im Blankenheimer Ortsteil Ahrdorf.

## Werke
- mühsam mit links, edition fundamental, Köln 1988
- ALINEA 1, neue texte, edition fundamental, Köln 1991
- reime seide schoko labe, herbstpresse wien, Wien 1991, ISBN 3-900476-03-8
- mein stuhl und ich, edition fundamental, Köln 1994
- das kleid unseres dufts, edition fundamental, Köln 1999
- scheuen sie sich nicht mich außenbordmotor zu nennen, edition fundamental, Köln 2004
- alkoholfreiesbieralkoholiker, CD, marzellen verlag, Köln, ISBN 3-937795-00-6
- von möglichkeiten, LYRIK EDITION 2000, München 2006, ISBN 3-86520-202-0
- spüler im rausch, LYRIK EDITION 2000, München 2010, ISBN 978-3-86906-089-7
- Abschied nehme ich schon immer – Rolf Persch, Gedichte, herausgegeben von Norbert Hummelt, mit einem biographischen Essay von Sabine Schiffner, Sprungturm Verlag, Köln 2016, ISBN 978-3-9816990-8-1.